# New England Steamrollers
Die New England Steamrollers waren ein Arena-Football-Team aus Providence, Rhode Island, das in der Arena Football League (AFL) spielte. Ihre Heimspiele trugen die Steamrollers im Providence Civic Center aus.

## Geschichte
Die Gründung erfolgte 1988. Nach nur einer Saison wurde das Franchise wieder aufgelöst.

### Saison 1988 (AFL)
Ihre erste und einzige Saison beendeten die Steamrollers mit drei Siegen und neun Niederlagen, dabei wurde nur eines ihrer Heimspiele gewonnen. Die Playoffs wurden damit verpasst.

## Saisonstatistik
| Jahr | Team                     | Liga | S | N | Playoffs erreicht | Playoffrunde |
| ---- | ------------------------ | ---- | - | - | ----------------- | ------------ |
| 1988 | New England Steamrollers | AFL  | 3 | 9 | nein              |              |

## Zuschauerentwicklung
| Jahr | Team                     | Zuschauerdurchschnitt |
| ---- | ------------------------ | --------------------- |
| 1988 | New England Steamrollers | 5.707                 |